# Idaea ludovicaria
Idaea ludovicaria là một loài bướm đêm trong họ Geometridae.